# Su-7 (航空機)
Su-7 / Су-7
ポーランド空軍のSu-7BKL
- 用途：戦闘機
- 分類：前線戦闘機、戦闘爆撃機、前線偵察機
- 設計者： スホーイ設計局
- 製造者：第126製造工場
- 運用者：ソヴィエト連邦赤色空軍など
- 初飛行：1955年9月7日[1]
- 生産数：1,847機[1]
- 派生型：Su-17/-20/-22

Su-7（スホーイ7、スホイ7；ロシア語:Су-7スー・スィェーミ）は、ソ連のスホーイ設計局が開発した後退翼のターボジェット機。北大西洋条約機構（NATO）が用いたNATOコードネームでは戦闘機/戦闘爆撃機型が「フィッター」（Fitter）、練習機型が「ムジーク」（Moujik）と呼ばれた。機首に空気取り入れ口を持ち、主翼は中翼の後退翼式である。

## 概要

### 開発
当初Su-7は小型の前線戦闘機MiG-21Fに対し大型の前線戦闘機として開発され、1955年に初飛行を行った。しかしながら、次の生産型Su-7B以降戦闘爆撃機として開発を進めることになり、改良型のSu-7BMを経て最終的なSu-7BKLとその輸出型Su-7BMKとに発展した。また、複座型はSu-7U/UM/UMK/UKLが生産され、Su-17M等の練習機としても使用された。なお、防空軍向けに開発されたSu-9迎撃戦闘機は、Su-7の後退翼の代りにMiG-21のような三角翼を備えた姉妹機である。

### 運用
ポーランド空軍ではソ連空軍と同じSu-7BKLが運用されていたが、これは雪上用橇を装備する同機がポーランドでの運用に適していたことに加え、同国空軍が極秘裏に核攻撃の任務を分担させられていたことに由来する。ポーランド空軍のSu-7BKLは、戦時には西ドイツに対し核攻撃を行うことになっていたとされる。なお、ポーランドではこの他にSu-7BMも運用していた。チェコスロヴァキアでも同様の状況であった。
インド空軍は、1967年から1969年にかけて140機のSu-7Bを購入した。国産の戦闘爆撃機HF-24マルートと共に第一線での運用が続けられたが、後継機のMiG-23BNやMiG-27MLが配備されると退役した。
ソ連では、Su-17シリーズやMiG-27シリーズの配備に伴い第一線を退いたのちも、Su-7の主に複座型が各種試験に使用されていた。ソ連・ロシア機の標準装備となったK-36射出座席もこの機体で運用試験が行われていた。その後、ロシアではソビエト連邦の崩壊後もSu-7が同様の目的で運用され続けた。ウクライナやトルクメニスタンでもSu-7が保有されたが、こちらは運用の詳細は不明。その他の独立国家共同体諸国での運用の有無も明らかでない。Su-7の運用はソ連崩壊時にはすでに試験目的など「裏方」のものになっていたため、第一線機と違いその実態は不明な点が多い。海外の運用国でもすでにSu-7シリーズは退役して久しいが、その中ではエジプトでは実戦への投入後も長らく運用が続けられていた。イラクやアフガニスタンの機体は、戦乱により恐らく全機が使用不能状態となった。アルジェリアやイエメンの機体の末路は明らかでない。

### 評価
Su-7の長所は超低空における高速力であり、第四次中東戦争ではある程度の戦果も挙げたが、航続距離の短さと長すぎる滑走距離という欠点があり、また兵器搭載量も不十分であった。さらに、中東戦争では小型で比較的機動性に富むMiG-17に対し、大型で鈍重なSu-7BMKはより標的となりやすい機体であると言われた。しかしながら、この欠点は地上目標への攻撃プラットホームとしての観点からすれば安定性に富んだ優れた機体であるという長所となる。
インド空軍のSu-7Bは、第三次印パ戦争で用いられ、30機以上を喪失した。上昇率が低かったせいで対空砲火にさらされたと言われる。

### その後
1966年、スホーイ設計局では航続距離と滑走距離の問題の改善のため、Su-7BMの主翼を半可変翼化したSu-7IK(S-22I)を開発し、この研究機を踏襲した戦闘爆撃機Su-17(当初の名称はSu-7IG)を開発した。これは新型のMiG-23/27戦闘爆撃機への国内対抗機として開発が続けられ、その後それらよりあとの1990年まで生産が続けられた。Su-17シリーズは2005年現在でもポーランド、ペルー等で多くが使用されている。Su-7シリーズそれ自体は既に退役して久しいが、直系の子孫であるSu-17シリーズを含めれば、この飛行機は初飛行以来50年以上の現役を誇っているとも言えよう。

## スペック（Su-7BKL）
- 初飛行：1962年
- 翼幅：9.31 m
- 全長：16.80 m
- 全高：4.99 m
- 翼面積：34.00 m2
- 空虚重量：8,890 kg
- 通常離陸重量：13,570 kg
- 最大離陸重量：15,210 kg
- 発動機：リューリカ設計局製 AL-7F1-100ターボジェットエンジン ×1
- 出力：9,600 kg/s
- 出力：8,370 kg/s
- 最高速度：2,150 km/h
- 巡航速度：790 km
- 実用航続距離：1,650 km
- 最大上昇力：9,600 m/min
- 実用飛行上限高度：17,600 m
- 乗員：1 名
- 固定武装：30 mm機関砲 NR-30 ×2（弾数70発）

## 採用国

### 退役
- ソ連：各型
- ロシア：Su-7BM/BKL/UM
- ウクライナ：Su-7BM
- トゥルクメニスタン：Su-7BKL
- ポーランド：Su-7BM/BKL/UMK
- チェコスロヴァキア：Su-7BM/BKL/UMK
- アフガニスタン：Su-7BMK/UMK
- インド：Su-7BMK/UMK
- エジプト：Su-7BMK/UMK
- イエメン：Su-7BMK/UMK
- アルジェリア：Su-7BMK/UMK
- イラク：Su-7BMK/UMK

### 現役
- 北朝鮮

## 現存する機体
- まとめられた文献がないため、ロシア語版や画像の説明欄、グーグルマップなどを参考とした。
- 現存する数も不明なうえ、博物館などの保存施設より街頭展示の数が多いと見られるため、すべての機体を網羅できているものではない。
- 側面の番号が誤りまたは無いものがあるため、型の次に製造番号に従って並べている。

| 型名       | 番号                   | 機体写真 | 所在地                              | 所有者                                                                   | 公開状況 | 状態     | 備考 |
| ---------- | ---------------------- | -------- | ----------------------------------- | ------------------------------------------------------------------------ | -------- | -------- | --- |
| Su-7       |                        |          | ロシア 沿海地方                     | ヴァズドヴィージェンカ村                                                 | 公開     | 静態展示 | 空軍基地の西側公園に展示されている。グーグルマップでは「サモリョト・ス-7」と表記されている。                                                                |
| Su-7       |                        |          | ウクライナ ヴィーンヌィツャ州       | オーラティフ市                                                           | 公開     | 静態展示 | |
| Su-7B      | 赤69 1608              |          | ロシア クルガン州                   | クルガン航空博物館                                                       | 公開     | 静態展示 | |
| Su-7B      | 赤65 1701              |          | ロシア モスクワ州                   | 連邦文化芸術研究所中央空軍博物館                                         | 公開     | 静態展示 | |
| Su-7B      | 赤25 1707              |          | ロシア モスクワ州                   | 連邦文化芸術研究所中央空軍博物館                                         | 公開     | 静態展示 | |
| Su-7B S-26 | 赤17 3610              |          | ロシア モスクワ州                   | 連邦文化芸術研究所中央空軍博物館                                         | 公開     | 静態展示 | |
| Su-7B      | 赤77                   |          | ロシア ロストフ州                   | タガンローク市                                                           | 公開     | 静態展示 | グーグルマップでは「Monument Su-7B」と表記されている。 |
| Su-7BM     | 01 5301                |          | ポーランド マウォポルスカ県         | クラクフ・ポーランド航空博物館                                           | 公開     | 静態展示 | |
| Su-7BM     | 赤03 5303              |          | ポーランド ルブリン県               | デンブリン空軍博物館                                                     | 公開     | 静態展示 | |
| Su-7BM     | 赤06 5306              |          | ポーランド マウォポルスカ県         | クラクフ・ポーランド航空博物館                                           | 公開     | 静態展示 | |
| Su-7BM     | 赤09 5309              |          | ドイツ ラインラント＝プファルツ州   | ピーター・ユニォア航空機展示場                                           | 公開     | 静態展示 | |
| Su-7BM     | 黒5320 5320            |          | チェコ プラハ                       | クベリ航空博物館                                                         | 公開     | 静態展示 | |
| Su-7BM     | 赤21 5521              |          | チェコ 南モラヴィア州               | 航空機・地上技術博物館                                                   | 公開     | 静態展示 | |
| Su-7BM     | 黒5616 5616            |          | チェコ プラハ                       | クベリ航空博物館                                                         | 公開     | 静態展示 | |
| Su-7BM     | 黒547 7643 (EAF) 18475 | 写真     | アメリカ ネヴァダ州                 | ネリス空軍基地脅威訓練施設                                               | 公開     | 静態展示 | 基地敷地内の施設前に展示されている。イラク空軍の塗装がされている。                                                                                          |
| Su-7BM     | 赤01                   |          | ロシア ハバロフスク地方             | ハバロフスク市                                                           | 公開     | 静態展示 | ハバロフスク駅前通を東に行った交差点東側の地点にある。グーグルマップでは「パーミャトニク - サモリョト・ス-7」と表記されている。                             |
| Su-7BM     | 赤06                   |          | ウクライナ キエフ特別市             | オレーク・アントーノフ国立航空博物館                                     | 公開     | 静態展示 | |
| Su-7BM     | 青06                   |          | ウクライナ ハルキウ州               | クラスノグラード市                                                       | 公開     | 静態展示 | 「Atb」というスーパーマーケットの道を挟んで向かい側にある。                                                                                                 |
| Su-7BM     | 青21                   |          | ロシア モスクワ州                   | シチョルコヴォ市                                                         | 公開     | 静態展示 | チカロフスキー空港に至る道とA-103道路との交差点にある。グーグルマップでは「Samolet Su-7B, Pamyatnik "Slava Sovetskim Pokoritelyam Neba"」と表記されている。 |
| Su-7BM     |                        |          | ウクライナ ドニプロペトロウシク州   | ボグダーノフカ村                                                         | 公開     | 静態展示 | |
| Su-7BM     |                        |          | ウクライナ ヴォルィーニ州           | ヴォルィーン地域ウクライナ軍・軍事装備博物館                             | 公開     | 静態展示 | |
| Su-7BKL    | 赤07 5616? 5816?       |          | ロシア モスクワ州                   | クビンカ空軍基地                                                         | 公開     | 静態展示 | 基地横の展示スペースにある。基地自体も比較的近くまで接近でき、内部の撮影も可能であるようだ。                                                                |
| Su-7BKL    | 白27 5710              |          | ラトヴィア リーガ市                 | リーガ航空博物館                                                         | 公開     | 静態展示 | |
| Su-7BKL    | 赤07 5717              |          | ロシア モスクワ州                   | 連邦文化芸術研究所中央空軍博物館                                         | 公開     | 静態展示 | |
| Su-7BKL    | 赤15 5733              |          | ロシア モスクワ州                   | 連邦文化芸術研究所中央空軍博物館                                         | 公開     | 静態展示 | |
| Su-7BKL    | 赤12 6012              |          | ポーランド ルブリン県               | デンブリン空軍博物館                                                     | 公開     | 静態展示 | |
| Su-7BKL    | 赤13 6013              |          | ポーランド マゾフシェ県             | ポーランド軍事技術博物館                                                 | 公開     | 静態展示 | |
| Su-7BKL    | 赤17 6017              |          | ポーランド マゾフシェ県             | ポーランド軍事技術博物館                                                 | 公開     | 静態展示 | |
| Su-7BKL    | 黒6427 6427            |          | チェコ 南モラヴィア州               | 航空機・地上技術博物館                                                   | 公開     | 静態展示 | |
| Su-7BKL    | 黒6511 6511            |          | チェコ 南モラヴィア州               | 航空機・地上技術博物館                                                   | 公開     | 静態展示 | |
| Su-7BKL    | 黒6513 6513            |          | チェコ プラハ                       | クベリ航空博物館                                                         | 公開     | 静態展示 | |
| Su-7BKL    | 赤806 7806             |          | ポーランド マウォポルスカ県         | クラクフ・ポーランド航空博物館                                           | 公開     | 静態展示 | |
| Su-7BKL    | 赤807 7807             |          | ポーランド マウォポルスカ県         | クラクフ・ポーランド航空博物館                                           | 公開     | 静態展示 | |
| Su-7BKL    | 赤809 7809             |          | ポーランド シフィェンティクシシュ県 | 白鷲博物館                                                               | 公開     | 静態展示 | |
| Su-7BKL    | 赤815 7815             |          | ポーランド マゾフシェ県             | ポーランド軍事技術博物館                                                 | 公開     | 静態展示 | |
| Su-7BKL    | 赤01                   |          | ウクライナ チェルカースィ州         | チェルカースィ市                                                         | 公開     | 静態展示 | 国際空港北東の環状交差点西側にある公園に展示されている。グーグルマップでは「Самолёт Су-7БКЛ」と表記されている。                                             |
| Su-7BKL    | 赤926                  |          | ポーランド オポーレ県               | オポレ＝ポルスカ・ノヴァ・ヴィェシィ空港(Opole-Polska Nowa Wieś Airport) | 公開     | 静態展示 | 小規模未舗装空港の入口に展示されている。 |
| Su-7BKL    |                        |          | アフガニスタン カーブル州           | OMAR地雷博物館                                                           | 公開     | 静態展示 | |
| Su-7BMK    | B784                   |          | インド テランガーナ州               | インド空軍士官学校博物館                                                 | 公開     | 静態展示 | |
| Su-7BMK    | B888                   |          | インド デリー首都圏                 | インド空軍博物館                                                         | 公開     | 静態展示 | |
| Su-7BMK    | 黒257 黒803 (EAF)      |          | エジプト カイロ県                   | エジプト国立軍事博物館                                                   | 公開     | 静態展示 | アラビア語で「257」と記されている。 |
| Su-7BMK    |                        |          | エジプト ベニスエフ県               | ベニスエフ市                                                             | 公開     | 静態展示 | グーグルマップでは「حديقة حيوان بني سويف (ベニスエフ動物園)」の東側道路にある中央分離帯に展示されている。                                                   |
| Su-7UM     | 黒1015 1015            |          | チェコ 南モラヴィア州               | 航空機・地上技術博物館                                                   | 公開     | 静態展示 | |
| Su-7UM     | 黒1016 1016            |          | チェコ 南モラヴィア州               | 航空機・地上技術博物館                                                   | 公開     | 静態展示 | |
| Su-7UM     | 赤116 2116             |          | ポーランド マウォポルスカ県         | クラクフ・ポーランド航空博物館                                           | 公開     | 静態展示 | |
| Su-7UM     | 赤43 2318              |          | ラトヴィア リーガ市                 | リーガ航空博物館                                                         | 公開     | 静態展示 | |
| Su-7UM     | 赤702 3702             |          | ポーランド ルブリン県               | デンブリン空軍博物館                                                     | 公開     | 静態展示 | |